# Assemblée nationale constituante (1789)
Pour les autres articles nationaux ou selon les autres juridictions, voir Assemblée nationale.
Pour les autres articles nationaux ou selon les autres juridictions, voir Assemblée constituante.
Pour les articles homonymes, voir Assemblée nationale constituante et Assemblée nationale française (homonymie).
L'Assemblée nationale constituante est la première assemblée constituante de l'histoire de France. Elle est instituée par les députés du tiers état aux états généraux de 1789, qui, après le serment du jeu de paume et avec le soutien de quelques députés de la noblesse et du clergé, s'érigent d'abord en « Assemblée nationale » le 17 juin 1789, puis en « Assemblée nationale constituante » le 9 juillet 1789.
L'Assemblée nationale constituante gouverne le pays dans le cadre d'un système de monarchie constitutionnelle jusqu'à la promulgation de la Constitution de septembre 1791 : elle est alors remplacée par l'Assemblée nationale législative (septembre 1791 - août 1792).
Ces deux années de gouvernement sont marquées par des événements cruciaux : la prise de la Bastille le 14 juillet 1789 (président : Abbé Grégoire), la nuit du 4 Août, les décrets des 4, 6, 7, 8 et 11 août 1789, le retour du roi à Paris (octobre 1789), la constitution civile du clergé, la fuite du roi à Varennes (juin 1791), la fusillade du Champ-de-Mars (juillet 1791).
L'Assemblée, traversée par des conflits entre la « droite » et la « gauche » (notions qui apparaissent alors), voit apparaître les premiers chefs de la Révolution : Mirabeau, Bailly, Barnave, Robespierre, etc.

## Histoire

### Des États généraux (mai-juillet 1789) à l'Assemblée nationale constituante
L'Assemblée nationale voit le jour dans un contexte d'agitation politique, survenue à la faveur de la convocation des États généraux. Deux questions animent alors les débats : celle de la vérification des pouvoirs des députés et celle de la modalité du vote — par tête ou par ordre. À leur ouverture, à Versailles, le 5 mai 1789, les États généraux devaient se composer de 308 députés du clergé, 285 de la noblesse et 621 du tiers état.
Le 6 mai, le tiers état prend le nom d'Assemblée des communes, et demande la vérification des pouvoirs en commun. La noblesse et le clergé refusent de siéger avec le tiers : le 11 mai, les députés de la noblesse se réunissent en assemblée d'ordre, autonome. Le clergé temporise tandis que le tiers refuse tout compromis. L'absence du roi interdit tout arbitrage.
Le 11 juin, une motion est déposée par l'abbé Sieyès, l'auteur de Qu'est-ce que le Tiers-État ? ; elle invite noblesse et clergé à rejoindre les « députés des Communes ». Deux jours plus tard, trois curés du Poitou dont Jacques Jallet et René Lecesve, puis, le 16 juin, dix-neuf ecclésiastiques, rejoignent les Communes.
Le 15 juin, les Communes ayant achevé la vérification des pouvoirs, Sieyès présente une motion sur la constitution des Communes en « Assemblée des représentants connus et vérifiés de la Nation française ». Mirabeau propose que les Communes prennent le nom d'« Assemblée des représentants du peuple français ». Jean-Joseph Mounier recommande « Assemblée légitime des représentants de la majeure partie de la Nation, agissant en l'absence de la mineure partie ». Il est appuyé par Barnave.
Devant l'absence de réaction de la majeure partie des privilégiés, les députés du tiers-état se constituent d'eux-mêmes en assemblée délibérante, et, considérant qu'ils représentent « les quatre-vingt-seize centièmes au moins de la nation », ils prennent le nom d'« Assemblée nationale », appellation proposée le 17 juin par le député Jérôme Legrand, avocat d'un bailliage du Berry.
Louis XVI, constatant que les états généraux sont en train de lui échapper complètement, décide d'ajourner les travaux, et fait fermer la salle où se réunissaient les députés à Versailles. Le 20 juin 1789, devant les portes closes, le député Guillotin propose de se réunir à la salle du Jeu de paume, dans le quartier Saint-Louis à Versailles. 149 représentants du clergé et deux représentants de la noblesse se joignent aux députés du tiers état. Au coup de force du roi répond ainsi un véritable coup d'État : les députés jurent de ne se séparer qu'après avoir donné une constitution à la France ; c'est le serment du Jeu de paume. Le roi, désespérant de vaincre leur résistance, invite les deux autres ordres à se joindre à eux (27 juin).
Cette assemblée se proclame, le 9 juillet 1789, Assemblée nationale constituante.

### L'Assemblée constituante (1789-1791)
L’Assemblée compte près de 1 200 députés et siège du 9 juillet 1789 au 30 septembre 1791, d’abord à Versailles, puis, après les journées des 5 et 6 octobre 1789 — au cours desquelles, d’une part l’Assemblée obtient du roi la signature des premiers articles de la Constitution et de la Déclaration des droits, et d’autre part les Parisiens ramènent Louis XVI et la famille royale au palais des Tuileries, à Paris — dans le manège des Tuileries, à Paris.
Parmi les députés réunis quotidiennement, trois grandes tendances, assez mouvantes, finissent par se dessiner : les monarchistes, les constitutionnels (les plus nombreux), et les patriotes radicaux, encore très minoritaires.
Les débats de l'Assemblée sont publiés par Le Moniteur universel. Après l’abolition de la féodalité en les décrets des 4, 6, 7, 8 et 11 août 1789, et la Déclaration des droits de l'homme et du citoyen le 26 août 1789, l’Assemblée vote, dès la fin de l’année, les grands principes de la Constitution de 1791 qui, sur la base de la souveraineté nationale et de la séparation des pouvoirs, organise la limitation du pouvoir royal et la fin de l’exclusion du peuple des décisions politiques.

### Réformes
En dehors de son œuvre constitutionnelle, l'Assemblée procède à des réformes fondamentales touchant à :
- l'administration : uniformité et centralisation par la création de 83 départements ;
- la justice :
  - égalité devant la loi ;
  - suppression des parlements ;
  - élection des juges ;
  - confirmation de l’abolition de la torture (depuis 1780 et 1788) ;
  - réforme du système judiciaire en divisant ordre administratif et ordre judiciaire (Loi des 16 et 24 août 1790 sur la dualité des ordres de juridiction) ;
- les finances :
  - égalité devant l'impôt ;
  - suppression des impôts indirects ;
  - assignats gagés sur les biens du clergé nationalisés ;
- l'économie :
  - suppression des douanes intérieures, des péages ;
  - suppression des corporations (décret d'Allarde) ;
  - décisions favorisant le libéralisme économique.

Sur les questions religieuses, l'Assemblée constituante adopte les mesures suivantes :
- elle abolit les lois restrictives à l'égard des protestants ;
- elle accorde la citoyenneté aux juifs ;
- elle supprime les dîmes (décret du 11 août 1789) ;
- elle nationalise les biens de l'Église (décret du 2 novembre 1789) ;
- elle abolit les vœux monastiques, et supprime les ordres réguliers hors éducation et œuvres de charité (décret du 13 février 1790) ;
- elle adopte la Constitution civile du clergé (décret du 12 juillet 1790) ;
- elle impose aux ecclésiastiques un serment de fidélité (décret du 27 novembre 1790).

Elle vote la première Constitution du 3 au 13 septembre 1791. Fondée sur le principe de la souveraineté du peuple et la séparation des pouvoirs, elle institua en France une monarchie constitutionnelle. Le 13 septembre, le roi l'accepte.
Le pouvoir exécutif est exercé par le roi. Ainsi, Louis XVI choisit ses ministres (non responsables devant l’Assemblée), dirige la politique extérieure et peut, malgré le principe de la séparation des pouvoirs, donner ou refuser sa sanction aux lois (veto suspensif 4 ans au plus). Le pouvoir législatif est exercé par l’Assemblée unique, élue pour deux ans au suffrage censitaire. Celle-ci a l'initiative et le vote des lois, établissant et contrôlant l’impôt, décidant de la guerre et de la paix et se réunissant d’elle-même sans convocation. L’indépendance du pouvoir judiciaire est assurée par l’élection des magistrats.
L'Assemblée constituante se sépare le 30 septembre 1791 et est immédiatement remplacée par l'Assemblée législative.
Parmi ses membres les plus influents, on compte entre autres Robespierre, Mirabeau, Barnave, Cazalès, l’abbé Maury, Duport-Dutertre, Lafayette, les Lameth, d'Arnaudat.

### Le sort de la constitution
Rédigée au profit des citoyens les plus aisés, et prévue pour dix ans, cette Constitution ne survécut pas à l’insurrection du 10 août 1792. Les difficultés depuis la grande fraternité manifestée lors de la fête de la Fédération (14 juillet 1790), se sont en effet accumulées :
- la Constitution de 1791 a déjà été remise en question par la fuite de la famille royale et son arrestation à Varennes (juin 1791),
- la fusillade du Champ-de-Mars (17 juillet 1791) a définitivement séparé les modérés (les Feuillants) des Jacobins,
- les puissances d'Europe s'inquiétaient du « droit des peuples à disposer d'eux-mêmes » proclamé par la France révolutionnaire.[réf. nécessaire]

À la faveur de l'insurrection du 10 août, un « Conseil exécutif » issu de députés de l'Assemblée prend la direction du pouvoir ; quoique dépourvu de statut juridique et d'un réel appui de l'opinion publique, il organise de nouvelles élections au suffrage universel masculin. Plusieurs des députés de l'Assemblée nationale constituante et de la Législative sont reconduits au sein du nouveau parlement, la Convention nationale. Réunie en séance le 20 septembre 1792, elle devient de facto le nouveau gouvernement français : une de ses premières mesures est d'abolir la monarchie.

## Chronologie

### 1789
- 4 août : abolition de tous les privilèges féodaux
- 23 et 24 : décret proclamant la liberté des opinions religieuses et la liberté de la presse
- 26 août: déclaration des droits de l'homme et du citoyen
- 12 octobre : translation de l'Assemblée nationale à Paris
- 2 novembre : déclaration que les biens du clergé sont mis à la disposition de l'État comme biens nationaux
- 17 décembre : création d'un papier-monnaie sous le nom d'assignats
- 22 décembre : loi sur la partition de la France en départements

### 1790
- 4 janvier : division du royaume en 83 départements
- janvier 1790 : émancipation des Juifs sépharades d'Avignon et du Sud-Ouest
- 13 février 1790 : suppression des ordres monastiques
- 17 mars : décret pour la vente des biens nationaux jusqu'à concurrence de 400 millions
- 19 juin : abolition de la noblesse héréditaire
- 12 juillet : constitution civile du clergé
- Loi des 16 et 24 août 1790, fondement de la dualité des ordres de juridiction administratif et judiciaire
- 27 novembre : décret relatif à la prestation de serment de tout ecclésiastique fonctionnaire public

### 1791
- 5 juin : décret qui ôte au roi le droit de faire grâce
- 25 juin : à la suite de la fuite de Varennes, le roi est démis de ses fonctions royales
- 15 juillet : remise en fonction du roi et institution de l'inviolabilité du roi
- 30 juillet : abolition des ordres de chevalerie
- 3 septembre : la première constitution est adoptée par l'Assemblée nationale
- 27-28 septembre : Émancipation des Juifs: totale liberté en culte et activités professionnelles
- 1er octobre : l'Assemblée constituante prend fin et laisse la place à l'Assemblée législative